# بسیط (هشترود)
بسیط یکی از روستاهای استان آذربایجان شرقی است که در دهستان آتش بیگ قرانقو ،بخش نظرکهریزی شهرستان هشترود واقع شده‌است.این روستا ۸۱۳نفرجمعیت دارد وحدودا۳۰۰خانوار است. ومیوه های بسیار زیبا زمین ها بسیار سر سبزی دارد درکل برای اقامت برای شما خیلی پیشنهاد میکنم
در بسیط دام های مثل گاو وگوسفند نگه داری می شود شغل اصلی این روستا دام پروری وکشاورزی است
در بسیط روستای 500 ساله وکهن بازی های بسیار قدیمی دارند آدم شاید تا حالا اسمشان راهم نشنیده اید 
در اینجا جوانان در روستا به باغداری مشغولند